# فلات کونداکوف
فلات کونداکوف (روسی: Кондаковское плоскогорье) یک رشته‌کوه در استان یاقوتستان کشور روسیه است.